# きしみ声
きしみ声／軋み声（きしみごえ、英語: creaky voice）は、発声のひとつで、声帯前部が振動するが、後部は披裂軟骨によって押さえられていて振動しないものをいう。
声門化（英語: laryngealization）も同義であるが、よく似た名称の「喉頭化音」は放出音のことであって、きしみ声とは異なる。

## 特徴
きしみ声では、気流の量が通常の声よりもかなり少ない。

## 国際音声記号
国際音声記号では、[a̰] のように、下にティルデを置くことで、きしみ声を表す。

## 例
デンマーク語の stød は、超分節的なきしみ声の一種である。
朝鮮語の濃音は、平音とはさまざまな違いがあるが、これらは喉頭の緊張に由来する。きしみ声よりも緊張が弱いため、ラディフォギッドらはこれを "stiff voice" と呼んで区別している。
ビルマ語の声調は単なる音の高さだけではなく、発声や長さなど、さまざまな要素がからむ。3つある舒声のうち、降声と抑声はどちらも高いが、
- 降声は長く、通常は降り気味に、すこし息もれ声が加わることがある
- 抑声は中くらいの長さで、最後が少し下がることがあり、きしみ声になる

という違いがある。たとえば降声の စား /sá/〈食べる〉に対し抑声の စ /sa̰/〈始める/始まる〉というペアが存在する。ビルマ語の抑声は英語文献においては "creaky tone" という呼び方をされている場合がある。
マサテコ語ハラパ方言では、通常の有声・きしみ声・息もれ声の3種類の発声が音韻的対立をなす。